# وادزورث
وادزورث (بالإنجليزية: Wadsworth)‏هي مدينة في مقاطعة مداينا، أوهايو في الولايات المتحدة. تأسست في عام 1814، وقد سميت على اسم الجنرال إيليا وادزورث، وهو أحد أبطال حرب الاستقلال الأمريكية. وبلغ عدد السكان 21,567 في تعداد عام 2010.
منطقة مدينة وادزورث المدرسية معروفة في المنطقة بنجاحاتها في ألعاب القوى، وأيضا في مجال الفنون والأكاديميات.

## التركيبة السكانية
قام مكتب تعداد الولايات المتحدة بتحديد بيانات التركيبة السكانية لوادزورثفي تعداد الولايات المتحدة. في ما يلي، التركيبة السكانية حسب تعدادي 2000 و2010.

### تعداد عام 2000
بلغ عدد سكان وادينا 4,294 نسمة بحسب تعداد عام 2000، وبلغ عدد الأسر 1,871 أسرة وعدد العائلات 1,062 عائلة مقيمة في المدينة. في حين سجلت الكثافة السكانية 818.4 نسمة لكل ميل مربع (316.0/كم2). وبلغ عدد الوحدات السكنية 1,964 وحدة بمتوسط كثافة قدره 374.3 نسمة لكل ميل مربع (144.5/كم2).
وتوزع التركيب العرقي للمدينة بنسبة 97.88% من البيض و 0.28% من الأمريكيين الأصليين و 0.19% من الأمريكيين ذوي الأصول الآسيوية و 0.02% من سكان جزر المحيط الهادئ و 0.84% من الأمريكيين الأفارقة و 0.63% من عرقين مختلطين أو أكثر.
بلغ عدد الأسر 1,871 أسرة كانت نسبة 25.4% منها لديها أطفال تحت سن الثامنة عشر تعيش معهم، وبلغت نسبة الأزواج القاطنين مع بعضهم البعض 44.6% من أصل المجموع الكلي للأسر، ونسبة 9.2% من الأسر كان لديها معيلات من الإناث دون وجود شريك، وكانت نسبة 43.2% من غير العائلات. تألفت نسبة 37.8% من أصل جميع الأسر من أفراد ونسبة 20.3% كانوا يعيش معهم شخص وحيد يبلغ من العمر 65 عاماً فما فوق. وبلغ متوسط حجم الأسرة المعيشية 2.92، أما متوسط حجم العائلات فبلغ 2.20.
بلغ العمر الوسطي للسكان 41 عاماً. وكانت نسبة 23.4% من القاطنين تحت سن الثامنة عشر، وكانت نسبة 10.2% بين الثامنة عشرة والأربعة وعشرين عاماً، ونسبة 22.1% كانت واقعةً في الفئة العمرية ما بين الخامسة والعشرين والأربعة وأربعين عاماً، ونسبة 20.2% كانت ما بين الخامسة والأربعين والرابعة والستين، ونسبة 24.1% كانت ضمن فئة الخامسة والستين عاماً فما فوق. يوجد لكل 100 أنثى 90.9 ذكر، ويوجد لكل 100 أنثى في الثامنة عشر من عمرها فما فوق 84.7 ذكر.
بلغ متوسط دخل الأسرة في المدينة 26,947 دولار، أما متوسط دخل العائلة فبلغ 39,511 دولار. وكان متوسط دخل الذكور 28,286 دولار مقابل 21,297 دولار للإناث. وسجل دخل الفرد الخاص بالمدينة 15,452 دولار. وكانت نسبة 10.3% من العائلات ونسبة 15.6% من السكان تحت خط الفقر، وكان من هؤلاء نسبة 15.9% تحت سن الثامنة عشر ونسبة 13.4% في الخامسة والستين من العمر وما فوق.

### تعداد عام 2010
بلغ عدد سكان وادزورث 21,567 نسمة بحسب تعداد عام 2010، وبلغ عدد الأسر 8,609 أسرة وعدد العائلات 5,803 عائلة مقيمة في المدينة. في حين سجلت الكثافة السكانية 2,030.8 نسمة لكل ميل مربع (784.1/كم2). وبلغ عدد الوحدات السكنية 9,320 وحدة بمتوسط كثافة قدره 877.6 لكل ميل مربع (338.8/كم2).
وتوزع التركيب العرقي للمدينة بنسبة 96.9% من البيض و 0.2% من الأمريكيين الأصليين و 0.7% من الأمريكيين ذوي الأصول الآسيوية و 0.8% من الأمريكيين الأفارقة و 1.1% من عرقين مختلطين أو أكثر.
بلغ عدد الأسر 8,609 أسرة كانت نسبة 33.8% منها لديها أطفال تحت سن الثامنة عشر تعيش معهم، وبلغت نسبة الأزواج القاطنين مع بعضهم البعض 54.2% من أصل المجموع الكلي للأسر، ونسبة 9.6% من الأسر كان لديها معيلات من الإناث دون وجود شريك، بينما كانت نسبة 3.6% من الأسر لديها معيلون من الذكور دون وجود شريكة وكانت نسبة 32.6% من غير العائلات. تألفت نسبة 28.0% من أصل جميع الأسر من أفراد ونسبة 12.6% كانوا يعيش معهم شخص وحيد يبلغ من العمر 65 عاماً فما فوق. وبلغ متوسط حجم الأسرة المعيشية 3.05، أما متوسط حجم العائلات فبلغ 2.48.
بلغ العمر الوسطي للسكان 38.7 عاماً. وكانت نسبة 25.6% من القاطنين تحت سن الثامنة عشر، وكانت نسبة 7.3% بين الثامنة عشرة والأربعة وعشرين عاماً، ونسبة 26.2% كانت واقعةً في الفئة العمرية ما بين الخامسة والعشرين والأربعة وأربعين عاماً، ونسبة 25% كانت ما بين الخامسة والأربعين والرابعة والستين، ونسبة 15.8% كانت ضمن فئة الخامسة والستين عاماً فما فوق. وتوزع التركيب الجنسي للسكان بنسبة 48.1% ذكور و51.9% إناث.